# إنجريد كافين
إنجريد كافين (بالألمانية: Ingrid Caven)‏ هي مغنية وممثلة ألمانية، ولدت في 3 أغسطس 1938 في ألمانيا. من الجوائز التي نالتها جائزة الفيلم الألماني ‏.

## أعمال

### أفلام
- (2018) صاسبيريا

## جوائز
- جائزة الفيلم الألماني [الإنجليزية]‏

## وصلات خارجية
- إنجريد كافين على موقع IMDb (الإنجليزية)
- إنجريد كافين على موقع مونزينجر (الألمانية)
- إنجريد كافين على موقع ألو سيني (الفرنسية)
- إنجريد كافين على موقع ميوزك برينز (الإنجليزية)
- إنجريد كافين على موقع أول موفي (الإنجليزية)
- إنجريد كافين على موقع قاعدة بيانات الأفلام السويدية (السويدية)
- إنجريد كافين على موقع إن إن دي بي (الإنجليزية)
- إنجريد كافين على موقع ديسكوغز (الإنجليزية)
- إنجريد كافين على موقع قاعدة بيانات الفيلم (الإنجليزية)
- إنجريد كافين على موقع كينوبويسك (الروسية)